# 5242 Kenreimonin
For Empress Kenreimon-In see Taira no Tokuko
5242 Kenreimonin (1991 BO) là một tiểu hành tinh vành đai chính được phát hiện ngày 18 tháng 1 năm 1991 bởi Inoda và Urata ở Karasuyama.